# Дизниленд: Првих 50 магичних година
Дизниленд: Првих 50 магичних година (енгл. Disneyland: The First 50 Magical Years) је била изложба о историји Дизниленда. Одржавала се у главној улици у Сједињеним Америчким Државама, у којој су од 1965. били смештени The Disneyland Story presenting Great Moments with Mr. Lincoln. У предворју се налазе изложбе са моделима, фотографијама, концептуалним уметностима и скулптурама које су повезане са многим атракцијама Дизниленда. Садржали су и макету Дизниленда на отварању 1955. Други део атракције је био седамнаестоминутни филм о градњи Дизниленда приказан у позоришту Опера. У њему су били Стив Мартин, који је некада радио у Мерлиновој магичној продавници у земљи фантазија, и Паја Патак. Премијерно је приказан 5. маја 2005, а последњи пут 15. марта 2009. 
Филм Дизниленд: Првих 50 магичних година је приказиван широм света од 26. септембра 2009. Од 2009. до 2013. године неке сцене су избачене из непознатих разлога. Скраћена верзија је такође приказивана у Great Moments with Mr. Lincoln. Када је монтирање завршено, започет је претпрограм за Great Moments with Mr. Lincoln. Почетком 2013. године је филм приказиван у целини.